# Họ Người
Họ Người (Hominidae) hay còn được biết đến là vượn lớn (great ape), là một họ linh trưởng. Họ này bao gồm 8 loài trong 4 chi: chi Pongo (đười ươi Borneo, đười ươi Sumatra và đười ươi Tapanuli; chi Gorilla (khỉ đột đông và tây); chi Pan (tinh tinh thông thường và bonobo); và chi Homo (người hiện đại).
Trong Họ Người, một số loài còn sinh tồn và đã tuyệt chủng (hóa thạch) được gộp chung với loài người, tinh tinh và khỉ đột vào phân họ Người (Homininae); những loài khác với đười ươi trong phân họ Ponginae. Tổ tiên chung gần đây nhất của tất cả loài trong họ này đã sinh sống cách đây khoảng 14 triệu năm, trước khi tổ tiên của đười ươi đổi hướng tiến hóa khỏi dòng tổ tiên của ba chi kia. Những tổ tiên của Họ Người đã được đổi hướng tiến hóa khỏi Họ Vượn (Hylobatidae), có lẽ từ 15 đến 20 triệu năm trước.
Do mối quan hệ di truyền chặt chẽ giữa con người và các loài vượn khác, một số tổ chức bảo vệ quyền động vật, như tổ chức Great Ape Project, chỉ ra rằng những loài vượn nên được trao cho nhân quyền như con người. 29 quốc gia đã ban hành lệnh cấm nghiên cứu để bảo vệ các loài vượn khỏi mọi loại thí nghiệm khoa học.

## Lịch sử phân loại
Họ này đã được sửa đổi nhiều lần trong vài thập niên gần đây. Ban đầu, nhóm này chỉ bao gồm người và các họ hàng gần đã tuyệt chủng, còn các dạng vượn người loại lớn khác được đưa vào trong một họ riêng, gọi là họ Pongidae. Định nghĩa này hiện vẫn còn được nhiều nhà nhân loại học và những người bình thường sử dụng. Tuy nhiên, định nghĩa này làm cho họ Pongidae trở thành nhóm cận ngành, trong khi hiện nay phần lớn các nhà phân loại học ưa thích các nhóm đơn ngành. Vì thế nhiều nhà sinh học coi họ Hominidae bao gồm cả họ Pongidae (trong vai trò của phân họ Ponginae), hoặc coi họ Pongidae này chỉ chứa đười ươi và các họ hàng đã tuyệt chủng của nó như Gigantopithecus. Phân loại ở đây tuân thủ việc phân chia nhóm theo nguyên tắc đơn ngành.
Con người và những họ hàng gần bao gồm Tông Người và Gorillini đã tạo nên phân họ Người (xem bên dưới). (Một vài nhà nghiên cứu thậm chí còn xếp cả tinh tinh và khỉ đột vào chung chi Homo với con người.)  Nhưng, chính họ hàng hóa thạch lại có mối liên hệ gần với con người hơn là loài tinh tinh đại diện cho những thành viên gần gũi với loài người và không cần thiết phải phân thành phân loại hay tông.
Nhiều loại vượn người đã được nghiên cứu để có thể hiểu mối quan hệ giữa người hiện đại và các dạng vượn người khác còn sinh tồn. Một số thành viên tuyệt chủng của họ này như Gigantopithecus, Orrorin, Ardipithecus, Kenyanthropus, các dạng vượn cổ phương nam như Australopithecus và Paranthropus.
Các tiêu chuẩn chính xác về quan hệ thành viên trong phân họ Homininae là không rõ ràng, nhưng họ này nói chung bao gồm các loài nào có sự chia sẻ hơn 97% DNA của chúng với bộ gen của người hiện đại, cũng như biểu lộ khả năng ngôn ngữ và có trí tuệ đơn giản ngoài giới hạn gia đình hay bầy đàn. Thuyết trí tuệ, đưa ra khả năng ước lệ, là một tiêu chuẩn gây tranh cãi để có thể phân biệt được một người trưởng thành trong số các loại vượn người. Con người có khả năng này khi đạt độ tuổi khoảng 4-4,5 năm, trong khi vẫn chưa có điều gì chứng minh (hoặc phản bác) rằng tinh tinh hay khỉ đột có thể có được khả năng này. Điều tương tự cũng xảy ra với một số loài Khỉ Tân Thế giới không thuộc họ Người, ví dụ như là Khỉ mũ.
Tuy nhiên, kể cả khi không có khả năng kiểm tra xem các thành viên cổ xưa của phân họ Homininae (chẳng hạn Homo erectus, Homo neanderthalensis, hay thậm chí là vượn cổ phương nam) có hay không có trí tuệ, vẫn sẽ rất khó để chối bỏ các nét tương tự được quan sát thấy ở những anh em còn sống của chúng. Đười ươi đã cho thấy sự phát triển về văn hóa có thể so sánh với tinh tinh, và một vài người nói rằng đười ươi cũng có khả năng thỏa mãn các điều kiện của thuyết trí tuệ. Những cuộc tranh luận khoa học này nắm giữ sự quan trọng trong chính trị cho sự ủng hộ của "tính người" của các loài great ape (great ape personhood).
Năm 2002, một chiếc sọ hóa thạch có niên đại 6-7 triệu năm trước có tên do những người phát hiện ra nó đặt là "Toumaï" và về mặt hình thức được phân loại như là Sahelanthropus tchadensis, đã được tìm thấy tại Tchad và nó có lẽ là hóa thạch của vượn người sớm nhất được tìm thấy. Bên cạnh tuổi của nó thì Toumaï - không giống như vượn cổ phương nam đứng thẳng trẻ hơn, với niên đại 3-4 triệu năm trước và có tên gọi là "Lucy" - có khuôn mặt tương đối phẳng và không có phần mũi, hàm nhô rõ như các loại vượn người tiền-Homo khác. Một số nghiên cứu đã thực hiện cho rằng loài mà trước đây không biết này có thể trên thực tế là tổ tiên trực tiếp của người hiện đại (hoặc ít nhất là họ hàng gần với tổ tiên trực tiếp của người). Những người khác lại cho rằng một hóa thạch là không đủ để có thể kết luận như vậy do nó có thể làm đảo lộn các kết luận của trên 100 năm nghiên cứu của nhân loại học. Một báo cáo về nghiên cứu này đã được xuất bản trong tạp chí Nature vào ngày 11 tháng 7 năm 2002. Trong khi một số nhà khoa học cho rằng nó chỉ là sọ của một con tiền-khỉ đột cái thì những người khác lại gọi nó là hóa thạch trong tông người quan trọng nhất kể từ Australopithecus.

### Cây phân loại

Cây phân loại Hominoidea (tập trung vào họ Hominidae): sau một sự phân chia ban đầu từ nhánh chính bởi Hylobatidae khoảng 18 triệu năm trước, nhánh Ponginae tẽ ra, dẫn tới loài đười ươi; sau đó, Homininae tách thành tông Hominini (dẫn tới con người và tinh tinh) và Gorillini (dẫn tới loài khỉ đột).

## Phân loại

### Còn sinh tồn

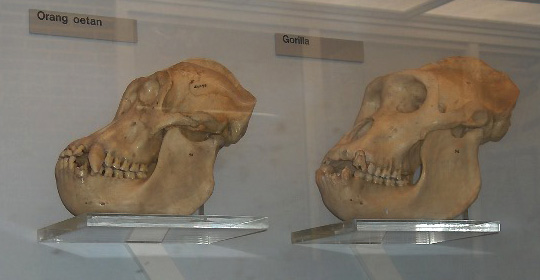
Hộp sọ của đười ươi và gôrila.

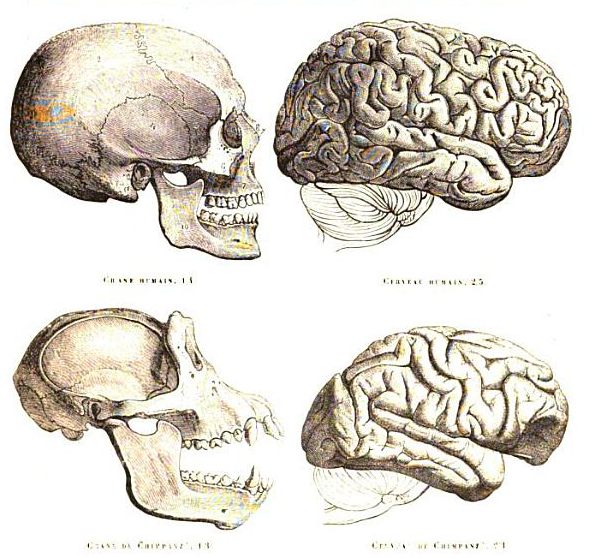
Hộp sọ và não người và tinh tinh, được vẽ trong Histoire naturelle des mammifères của Gervais

- Họ Hominidae: người và các loài vượn người loại lớn khác; các chi và loài tuyệt chủng đã bị loại ra.[1]
  - Phân họ Ponginae
    - Chi Pongo
      - Đười ươi Borneo, Pongo pygmaeus
        - Pongo pygmaeus pygmaeus
        - Pongo pygmaeus morio
        - Pongo pygmaeus wurmbii

      - Đười ươi Sumatra, Pongo abelii

  - Phân họ Homininae
    - Tông Gorillini
      - Chi Gorilla - gôrila, khỉ đột.
        - Khỉ đột phía tây, Gorilla gorilla
          - Khỉ đột đất thấp phía Tây, Gorilla gorilla gorilla
          - Khỉ đột sông Cross, Gorilla gorilla diehli

        - Khỉ đột miền Đông, Gorilla beringei
          - Khỉ đột núi, Gorilla beringei beringei
          - Khỉ đột đất thấp phía Đông, Gorilla beringei graueri

    - Tông Hominini
      - Chi Pan
        - Tinh tinh thông thường, Pan troglodytes
          - Tinh tinh trung tâm, Pan troglodytes troglodytes
          - Tinh tinh châu Phi, Pan troglodytes verus
          - Tinh tinh Nigeria, Pan troglodytes vellerosus
          - Tinh tinh phương đông, Pan troglodytes schweinfurthii

        - Tinh tinh lùn (bonobo), Pan paniscus

      - Chi Homo
        - Người, Homo sapiens

### Hóa thạch
Bổ sung thêm cho các loài và phân loài còn tồn tại trên đây, các nhà khảo cổ học, cổ sinh vật học và nhân loại học đã phát hiện hàng loạt các loài đã tuyệt chủng. Danh sách dưới đây là một số chi của các loài đã phát hiện.
- Phân họ Ponginae[13]
  - Tông Sivapithecini†
    - Ankarapithecus
      - Ankarapithecus meteai

    - Sivapithecus
      - Sivapithecus brevirostris
      - Sivapithecus punjabicus
      - Sivapithecus parvada
      - Sivapithecus sivalensis
      - Sivapithecus indicus

    - Gigantopithecus
      - Gigantopithecus bilaspurensis
      - Gigantopithecus blacki
      - Gigantopithecus giganteus

  - Tông Lufengpithecini †
    - Lufengpithecus
      - Lufengpithecus lufengensis
      - Lufengpithecus keiyuanensis
      - Lufengpithecus hudienensis

  - Tông Pongini
    - Khoratpithecus†
      - Khoratpithecus ayeyarwadyensis
      - Khoratpithecus piriyai
      - Khoratpithecus chiangmuanensis

    - Pongo (orangutans)
      - Pongo hooijeri†
- Phân họ Homininae[14][15]
  - Tông Dryopithecini †
    - Pierolapithecus†
      - Pierolapithecus catalaunicus

    - Udabnopithecus†
      - Udabnopithecus garedziensis

    - Oreopithecus (còn tranh cãi về việc phân loại)
      - Oreopithecus bambolii

    - Nakalipithecus
      - Nakalipithecus nakayamai

    - Anoiapithecus
      - Anoiapithecus brevirostris

    - Hispanopithecus
      - Hispanopithecus laietanus
      - Hispanopithecus crusafonti

    - Dryopithecus
      - Dryopithecus wuduensis
      - Dryopithecus fontani
      - Dryopithecus brancoi
      - Dryopithecus laietanus
      - Dryopithecus crusafonti

  - Rudapithecus†
    - Rudapithecus hungaricus

  - Samburupithecus†
    - Samburupithecus kiptalami

  - Tông Gorillini
    - Chororapithecus † (còn tranh cãi về việc phân loại)
      - Chororapithecus abyssinicus

  - Tông Hominini
    - Phân tông Hominina
      - Graecopithecus †[16]
        - Graecopithecus freybergi

      - Sahelanthropus†
        - Sahelanthropus tchadensis

      - Orrorin†
        - Orrorin tugenensis

      - Ardipithecus†
        - Ardipithecus ramidus
        - Ardipithecus kadabba

      - Kenyanthropus†
        - Kenyanthropus platyops

      - Praeanthropus†[17]
        - Praeanthropus bahrelghazali
        - Praeanthropus anamensis
        - Praeanthropus afarensis

      - Australopithecus†
        - Australopithecus africanus
        - Australopithecus garhi
        - Australopithecus sediba
        - Australopithecus deyiremeda

      - Paranthropus†
        - Paranthropus aethiopicus
        - Paranthropus robustus
        - Paranthropus boisei

      - Homo – tổ tiên trực tiếp của con người hiện đại
        - Homo gautengensis†
        - Homo rudolfensis†
        - Homo naledi†
        - Homo habilis†
        - Homo floresiensis†
        - Homo erectus†
        - Homo ergaster†
        - Homo antecessor†
        - Homo heidelbergensis†
        - Homo cepranensis†
        - Homo helmei†
        - Homo palaeojavanicus†
        - Homo tsaichangensis†
        - Denisova hominin (tên khoa học chưa được đặt)†
        - Homo neanderthalensis†
        - Homo rhodesiensis†
        - Homo sapiens
          - Homo sapiens idaltu†
          - Homo sapiens cổ xưa (Cro-Magnon)†
          - Người hang hươu đỏ † (tên khoa học chưa được đặt; có lẽ là một chủng người hiện đại hoặc là một loài lai[18] giữa người hiện đại và người Denisova[19])